# پایگاه نیروی هوایی بیگ ماونتن
پایگاه نیروی هوایی بیگ ماونتن (به انگلیسی: Big Mountain Air Force Station) یک فرودگاه نظامی با کد یاتا BMX است که یک باند فرود شن دارد و طول باند آن ۱۲۸۰ متر است. این فرودگاه در کشور ایالات متحده آمریکا قرار دارد و در ارتفاع ۲۰۲ متری از سطح دریا واقع شده‌است.